# 新Let'sダチ公 極道大学金時計
『新Let'sダチ公 極道大学金時計』（しんレッツダチこう ごくどうだいがくきんどけい）は、原作：積木爆（立原あゆみ）、作画：木村知夫による日本の漫画作品。『別冊漫画ゴラク』（日本文芸社）にて、2006年（平成18年）1月号から2007年（平成19年）6月号まで連載された（全45話）。
1985年に『週刊少年チャンピオン』（秋田書店）に連載された『Let'sダチ公』（単行本全18巻）の続編で、本項内ではこれを前作と記述する。なお、『Let'sダチ公』の続編としては他に1995年に同誌で連載された『I'mダチ公』（単行本全1巻）もある。
『週刊少年チャンピオン』2009年41号には、創刊40周年企画として前作の読み切り版が掲載されている。また、2013年1月にはハードコアチョコレート社によって本作のTシャツが製作・販売された。

## 概要
前作主人公の森陽一と秋葉瞬が、暴力団「極道大学組」を作り、他組織とタイマンで抗争していくヤクザ漫画。タイトルの「金時計」とは、大学の首席卒業者に金時計を贈る慣習に由来する。
タイトルにも含まれる単語「ダチ」(後述)が、重要なキーワードとしてセリフの随所に出てくる。本項でもダチを使用する。抗争の舞台となる地名は明記されないが、アメ横、都電荒川線、東京大学の安田講堂などの、東京都北部の街並みが多く描かれる。
ミリオンヒットとなった『Let'sダチ公』と同じ作者コンビによる、正式な続編である。前作との繋がりは主人公2人のキャラクターのみで、他の前作のキャラクターや地名、組織名などの関連語は一切描かれない。前作からの経過時間は不明で、その間に何があったのかは描かれていない。

## あらすじ
暴力団・飴組の森陽一は、若頭の坊辺田と組の運営方針で対立し、ダチの秋葉瞬とともに新組織「極道大学組」を立ち上げる。飴組の先代組長を殺った犯人を探し、亡き先代の恩義に報いようとする陽一に対し、坊辺田は警察まで抱き込んだ罠と刺客を繰り出し極道大学組の抹殺を図る。いっぽう大学組も不良青年、少年たちを「入学」させて組織を拡大。大学組と飴組との戦いはやがて、飴組の上部組織・蛍会との大規模抗争へと発展する。

## 用語
ダチ
不良言葉で友達の意であるが、本作では一般的な友達の意を大きく超えた、強固な人間の絆を表す言葉として全編で頻出する。
「ダチ」を含む代表的なセリフ
「タイマン張ったらダチ!」
タイマンを張った相手は、たとえ敵でも以後ダチとして扱うという考え方。初出は第1話のサブタイトル。セリフとしての初使用は同話の陽一より。前作から頻繁に使用されているセリフである。
「ダチ公、死ぬか! 元気か!!」
傷ついたダチに対してかける激励の言葉。立てるなら立って俺とともに戦えといった意味の言葉。
「Let'sダチ公!」
行こうぜ!などの意味合いで使用される。本作のタイトルそのものでもある。
タイマン
不良言葉で「一対一でケンカすること」を指す。ここでは、本作におけるタイマンの主なルール(いずれも不文律)について記述する。
一対一が原則
どのような状況でも一対一を原則とする。仲間や他人が見届けるのは問題ない。
基本的に武器を使用しない
刃物や飛び道具はもちろん、鎧やナックルなどの身に着けるものまで、基本的に使用してはならない。前作では武器を使用するとタイマン扱いされなかったが、本作では、「殺しのタイマン」としてある程度容認されている。
戦えなくなったら終了
相手が動けなくなったり、戦意喪失したりしたらそこで決着する。相手を殺してはならない(死なせるとダチになれないから)。終了後は相手とダチになる。

## 登場人物

### 極道大学組
森 陽一（もり よういち）
2人の主人公のうちの1人。左頬に傷がある。前作とほとんど容姿に変わりがない。大学組の生徒たち(構成員)からは「学長」と呼ばれる。
飴組先代組長・岡村の遺影を飾って拝んでいる。岡村の遺志に反した組の運営をする坊辺田と対立し、組を飛び出し、極道大学組を立ち上げる。町の人々を守り、先代の仇を討つため、瞬とともにタイマンで敵と戦う。ボクシングの造詣があり、アッパー、ストレートなどの技を繰り出す。性格も前作と同様、仲間を率いる能力に長け、義理人情で行動を起こす。
もう1人の主人公・秋葉瞬とは高校の頃からのダチ。2人でソープランドに行く場面が数回ある。
秋葉 瞬（あきば しゅん）
2人の主人公のうちの1人。前作と顔はほとんど変わりがない。服装は、明るい色のスーツ。飴組が陽一抹殺のために送り込んだ100戦無敗の喧嘩屋として第1話から登場。その場で陽一側につくことを決め、以後は常に2人で行動することになる。大学組の生徒たちからは「副学長」と呼ばれる。
パンチの凄まじさは超人的で、風圧で周囲のガラスを全壊させたり、ベンツをひっくり返したりする。性格は、タイマンの礼儀を何よりも重んじ、三度の飯よりタイマンが好き。前作のように無鉄砲な言動はないが、卑怯者に対しては激しく怒り、銃すら恐れず突っ込んでいく。
ハチ、夏洋（なつひろ）
金髪の方が「ハチ」で、陽一の舎弟。黒髪の方が「夏洋」で、他の飴組幹部の舎弟だった男。2人とも大学組の最初の入学生になり、以後様々な仕事で活躍する。
暴走族「捨尼無（しゃにむ）」
数十名からなる暴走族。オヤジ狩りをしていた時に岡村に諭され、男の生きざまを胸に刻んでいる若者たち。リーダーが何者かに殺されたことで、大学組につくことになる。

### 飴組
陽一が最初に所属しているヤクザ組織。広域暴力団「蛍会(ほたるかい)」傘下。
岡村 三治（おかむら さんじ）
飴組初代組長。顔立ちと髪型が前作の「作田良樹」によく似ている。名前の読み仮名は不明。
昔風の侠客で、シマの人々から慕われていた。不良少年たちには特に優しく、「てめえの拳、他人(ひと)の物。てめえの命、他人の物」と言って男の生き様を教えてきた。物語開始時には、すでに何者かによって殺されている。
慈幸（じこう）
岡村亡きあとの、飴組組長代行。正式な襲名はまだだが、勝手にニ代目を名乗っている。
坊辺田 行雄（ぼうべだ ゆきお）
飴組若頭。メガネでツリ目。チョンマゲのような髪型で痩身。龍の模様の入ったスーツを着ている。
先代組長・岡村の遺志を継がず、高利なみかじめを取る非道なヤクザの幹部。陽一と激しく対立し、刺客を差し向ける。所轄の署長とは蜜月で、贈収賄の場面が頻繁に描かれる。先代組長殺害の真犯人を知っており、それが元で陽一たちに追われることになる。

### その他
警察署長
本名不詳。分厚い唇で肥満体。下卑た笑いを浮かべては金と女の話を繰り返し、坊辺田をゆする悪徳役人。市長も抱き込んで贈収賄を日常的に行なっている。部下の署員たちも汚職を平然と行なっている。1回だけ、「水波市の署長」と名乗っている。署の名前は描かれていない。
殺し屋
蛍会に雇われた中国人の殺し屋。本名不詳。スキンヘッドで、白シャツネクタイの上に袖なしの上着という奇抜な格好。仕事の流儀や殺し方について独特の哲学を持ち、瞬とタイマンしてダチになる。

## 書誌情報
- 原作：積木爆、作画：木村知夫 『新Let'sダチ公 極道大学金時計』 日本文芸社（ニチブンコミックス）、全4巻、未収録話あり。
  1. 2006年8月25日発行（2006年8月9日発売）、ISBN 4-537-10519-4
  2. 2006年12月25日発行（2006年12月8日発売）、ISBN 4-537-10559-3
  3. 2007年5月10日発行（2007年4月19日発売）、ISBN 978-4-537-10635-0
  4. 2007年11月10日発行（2007年10月9日発売）、ISBN 978-4-537-10725-8

- 『新Let’sダチ公 極道大学金時計 スペシャル』日本文芸社（Gコミックス）、全3巻、ニチブンコミックス版に未収録の第37話から最終話（第45話）まで収録。

1. タイマン張ったらダチ編（2013年2月27日発売）、ISBN 978-4537159820
2. 無血革命編（2013年3月28日発売）、ISBN 978-4537159929
3. ダチ公ＦＯＲＥＶＥＲ編（2013年4月26日発売）、ISBN 978-4537159998